# Remember That Night
A Remember That Night egy koncertfelvétel David Gilmour-tól, a Pink Floyd gitáros–énekesétől, amit 2006-ban vettek fel a Londonban a Royal Albert Hall-ban, az On an Island turné egyik állomásaként. A koncertfelvételt DVD-n és Blu-ray-en adták ki. A DVD változaton a következő nyelveken vannak feliratok: holland, angol, francia, német, olasz, lengyel, portugál és spanyol.

## Számok

### 1. lemez
1. Speak to Me (Mason)
2. Breathe (Waters/Gilmour/Wright)
3. Time (Waters/Mason/Gilmour/Wright)
4. Breathe (Reprise) (Gilmour)
5. Castellorizon (Gilmour)
6. On an Island (David Crosby-val és Graham Nash-sel) (Gilmour/Samson)
7. The Blue (David Crosby-val és Graham Nash-sel) (Gilmour/Samson)
8. Red Sky At Night (Gilmour)
9. This Heaven (Gilmour/Samson)
10. Then I Close My Eyes (Robert Wyatt-tel) (Gilmour)
11. Smile (Gilmour/Samson)
12. Take A Breath (Gilmour/Samson)
13. A Pocketful Of Stones (Gilmour/Samson)
14. Where We Start (Gilmour)
15. Shine On You Crazy Diamond (Part One)  (David Crosby-val és Graham Nash-sel) (Waters/Gilmour/Wright)
16. Fat Old Sun (Gilmour)
17. Coming Back To Life (Gilmour)
18. High Hopes (Gilmour/Samson)
19. Echoes (Waters/Gilmour/Wright/Mason)
20. Wish You Were Here (Gilmour/Waters)
21. Find the Cost of Freedom (David Crosby-val és Graham Nash-sel) (Stills)
22. Arnold Layne (David Bowie-val) (Barrett)
23. Comfortably Numb (David Bowie-val) (Gilmour/Waters)

### 2. lemez
A következő bónusz számok találhatóak ezen a lemezen:
Royal Albert Hall
- Wot's... Uh the Deal? (Waters/Gilmour)
- Dominoes (Barrett)
- Wearing the Inside Out (Wright/Moore)
- Arnold Layne (Richard Wright-tal)
- Comfortably Numb (Richard Wright-tal)

További bónusz számok
- Dark Globe (videó) (Barrett)
- Echoes (Live from Abbey Road, Dark Globe utáni rejtett szám)
- Astronomy Domine (Live from Abbey Road)
- On an Island promóciós videó
- Smile promóciós videó
- This Heaven (AOL Sessions előadás)
- Island Jam (2007 januárban készült a "The Barn"-nál)

Mermaid Színház, 2006 márciusa
- Castellorizon
- On an Island
- The Blue
- Take A Breath
- High Hopes

Dokumentációk
- West Coast Documentary című dokumentumfilm, Los Angeles-i koncertek között készült, néhány fényképpel Richard Wright-tól
- Breaking Bread, Drinking Wine, Gavin Elder által készített dokumentumfilm a turnéról
- Így készült: On an Island
- Képgaléria
- Stáblista

## Közreműködők
- David Gilmour - elektromos gitár, akusztikus gitár, klasszikus gitár (High Hopes), lap steel gitár, ének, háttérének, cümbüş (Then I Close My Eyes), altszaxofon (Red Sky At Night)
- Richard Wright - ének, háttérének, Hammond orgona, zongora, szintetizátor
- Dick Parry - szaxofonok, elektromos orgona
- Phil Manzanera - tizenkét húros akusztikus gitár, elektromos gitár, klasszikus gitár (High Hopes), háttérének
- Guy Pratt - basszusgitár, nagybőgő, háttérének, elektromos gitár (Then I Close My Eyes)
- Jon Carin - szintetizátor, háttérének, lap steel gitár, programozás
- Steve DiStanislao - dob, ütőhangszerek, háttérének

### Vendégek
- David Bowie - ének (Arnold Layne és Comfortably Numb)
- David Crosby és Graham Nash - háttérének (Shine On You Crazy Diamond, On an Island, Remember That Night, The Blue), ének Find The Cost of Freedom
- Robert Wyatt - kornett (Then I Close My Eyes)

## Meglepetések
A 2. lemezen három bónusz, illetve easter egg található:
1. Az Echoes akusztikus változata, ha a néző gyorsan előreteker a Dark Globe-nál. Csak a Dark Globe után tekinthető meg a szám, a "Play All" funkcióval nem működik.
2. Egy rövid videó, amint David a cümbüş nevű hangszeren játszik. Ezt úgy lehet megnézni, ha a fő menünél várunk 25 másodpercet, majd megjelenik egy tűzijáték, ahol gyorsan rákattintva arra (vagy az "Enter" gombbal), megjelenik a videó.
3. A koncert DVD-jének az almenüjénél egy On an Island dance remix videó látható, s további plusz számok, ha várunk 20 másodpercet a tűzijátékig, majd arra rákattintunk (vagy megnyomjuk az "Enter" gombot).

Továbbá számos kis videó és interjú fedezhető fel a lemezeken, ha megnyomjuk az "Enter" gombot, amikor a képernyőn feltűnik egy megrajzolt ember.

## Népszerűsítés
2007. szeptember 7-én tartották a film angliai és európai premierjét az Odeon Leicester Square-nél, de néhány európai moziban is vetítették a koncertfilmet műhold segítségével. Észak-Amerikában a premiert 2007. szeptember 15-én tartották.

### Televíziós adások
2007. szeptember 8-án a BBC One egy egyórás felvételt adott le a koncertből, amit a BBC Four-on 2008. május 25-én megismételtek. Az adásokban a következő számok szerepeltek:
1. Speak to Me
2. On an Island
3. This Heaven
4. Smile
5. The Blue
6. Shine On You Crazy Diamond
7. Fat Old Sun
8. Coming Back To Life
9. Arnold Layne
10. Find The Cost Of Freedom
11. Wish You Were Here

### Koncert-kislemez
A DVD megjelenéséhez hozzájárult egy két számos letölthető kislemez is az iTunes-on a Wish You Were Here és a The Blue számokkal a koncertről.

## Külső hivatkozások
- Hivatalos oldal (angolul)